# Аристоцид
Аристоцид — термин, впервые введённый Натаниэлем Вейлем в эссе 1984 года Envy and Aristocide издания «The Eugenics Bulletin». Вейль описывает, в какой степени зависть влияет на агрессивное поведение и мстительность людей с более низким интеллектом. Аристоцид — это истребление самой талантливой, самой умной, самой продуктивной и самой одарённой части населения и форма геноцида.
Термин обозначает истребление тех, кого Томас Джефферсон называл «естественной аристократией» среди людей в противовес «искусственной», основанной на благосостоянии и происхождении, но не отличающейся «ни талантом, ни добродетелью». Естественная аристократия, основа которой — «природный талант и добродетель» — является «самым ценным даром природы для обучения тому, как занимать ответственное положение и управлять обществом» (Т. Джеффесон — Дж. Адамсу, Монтичелло, 28 октября 1813). Джефферсон считал, что сохранение этой элиты имеет кардинальное значение.
Основные тоталитарные движения 20 века, нацизм и коммунизм, злоупотребляли чувством зависти как средством для достижения своих целей. Пропаганда обоих движений изображала определённую группу людей нежелательными или вредными: национал-социалистическая идеология делала упор на уничтожение расового врага, а коммунисты —  классового врага.

## Последствия
По Вейлю, коммунистический геноцид имеет прямые последствия для снижения духовного и экономического роста народов Восточной Европы. В качестве причины он ссылается на то, что большое количество образованных людей было убито или сослано во время и после революции. Умные люди, как правило, индивидуалисты, как таковые всегда будут представлять потенциальную угрозу для репрессивных тоталитарных правительств.

## Примеры

### Советский Союз
С самого начала революции в России первой мишенью коммунистов-революционеров была аристократия, христианское духовенство и многочисленная интеллигенция.

### Зимбабве
В Зимбабве, когда-то важном экспортёре зерна, массовые убийства и преследования образованных людей также привели к экономическому коллапсу и голоду.

### Хорватия

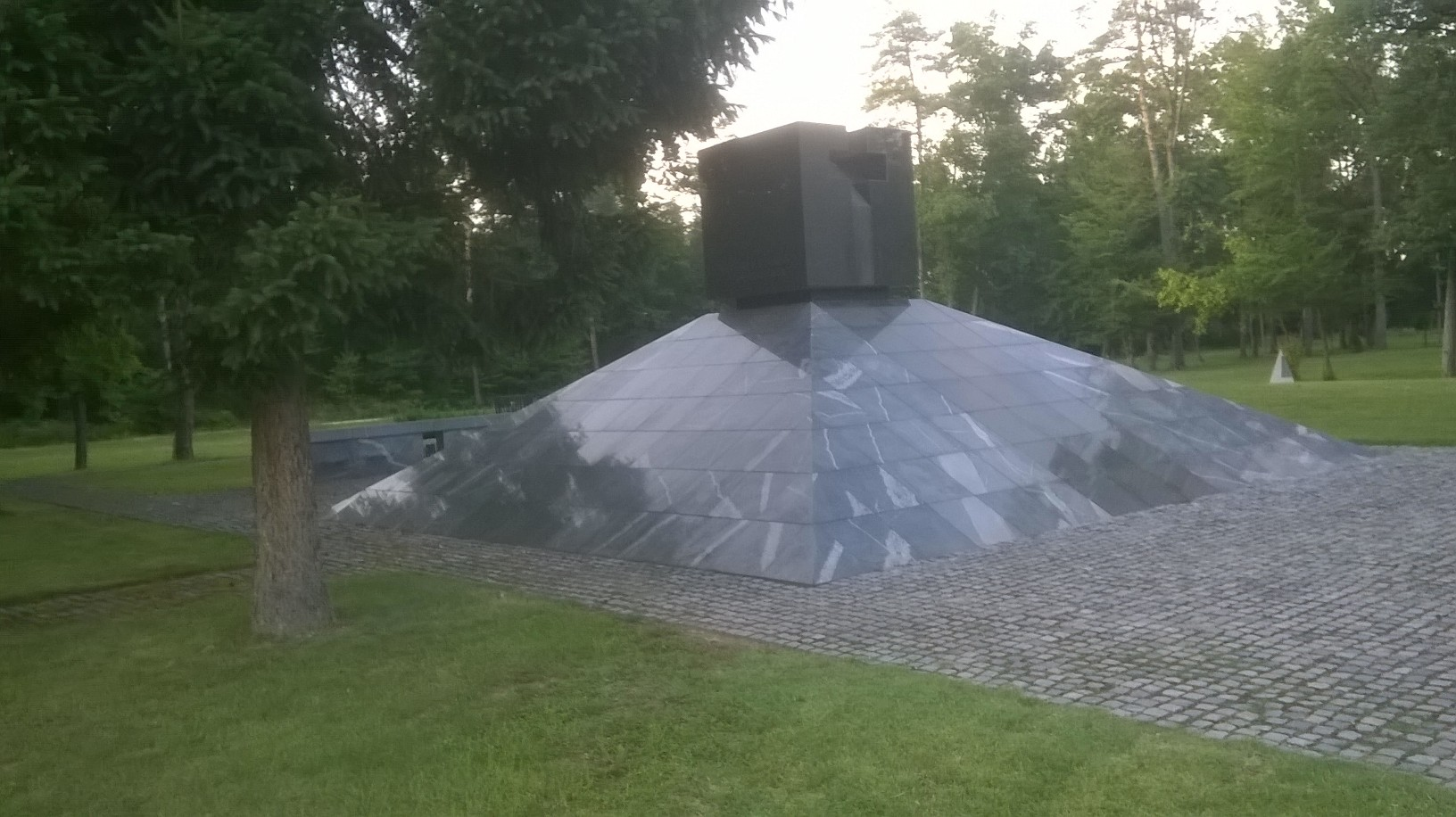
Памятник на самой большой братской могиле в истории Хорватии. Кладбище Добрава недалеко от Марибора.

После 1945 года титовские коммунисты ликвидировали большое количество пленных разбитых армий и мирных жителей, а также множество известных хорватских художников, предпринимателей и учёных. Большое количество людей было вынуждено покинуть родину.
Французский писатель Кристоф Дольбо указывает, что массовые казни были направлены не только на наказание некоторых «фашистских преступников», но и на убийство якобы враждебной интеллигенции, чтобы самым лишить Хорватию её возможностей и освободить место для нового режима. С этой целью коммунисты казнили тех, кто мог поднять против них оружие, т.е. горожан и её интеллигентскую и «реакционную» верхушку. 80% государственных служащих НГХ были казнены (мэры, префекты и директора основных государственных служб), а вместе с ними уничтожены все навыки и профессиональная приверженность.
После «Хорватской весны» большая часть хорватской элиты и интеллигенции была отстранена от государственных должностей, а тысячи неблагонадёжных студентов были исключены из университетов, лишены возможности продолжать учёбу или отправлены в тюрьму как политические заключенные.

### Операция «Танненберг»
Во время германо-советского вторжения в Польшу в 1939 году национал-социалисты осуществили несколько актов геноцида против поляков. Операция под кодовым названием «Танненберг» была направлена на лишение свободы или уничтожение польской элиты: интеллектуалов, католического духовенства, гражданских активистов, лиц творческих профессий, военных офицеров и т.д.  Для этой цели перед началом Второй мировой войны был составлен список из 61 000 поляков, отмеченных как польская интеллигенция. В ходе операции было убито около 20 000 человек в 760 массовых казнях. За ней последовали другие операции с той же целью.

### Геноцид в Камбодже
Красные кхмеры уничтожали те социальные группы, которые, по их мнению, представляли угрозу их идеям и убеждениям. Их главными врагами были интеллектуалы. Сочетание принудительного труда на рисовых полях, болезней и голода  убило почти всех камбоджийцев, которые имели какой-либо уровень профессионального образования. Желание уничтожить все интеллектуальное было настолько сильным, что людей убивали за то, что они говорили на иностранном языке или носили очки. Из-за этого аристоцида средний интеллект камбоджийского населения был постоянно сниженным.

## Внешние ссылки
- Envy And Aristocide
- Članak u schoolnetu